# Пауки-герсилииды
Пауки-герсилииды (лат. Hersiliidae) — семейство пауков из подотряда аранеоморфных (Araneomorphae). Характерная черта — удлинённые задние паутинные бородавки. Представители этого семейства обитают на стволах деревьев, благодаря окраске хорошо маскируясь на коре. Они способны чрезвычайно быстро перемещаться и, атакуя жертву, бегают вокруг неё, опутывая паутинными волокнами. Населяют тропики и субтропики. Насчитывают 167 современных видов, которые объединяют в 15 родов.

## Строение
Hersiliidae достигают 1—1,8 см в длину и обладают длинными тонкими ногами. Передняя часть головогруди сильно возвышается над задней. Внутренняя пара передних паутинных бородавок не функционирует и преобразована в крупный колулюс. Сильно вытянутая наружная пара задних бородавок несёт на внутренней стороне два ряда прядильных трубочек и кроме плетения паутины, по-видимому, выполняет функции органа осязания.

## Таксономия
В настоящее время известно 167 видов, объединяемых в 15 родов:
- Deltshevia Marusik et Fet, 2009 — Туркменистан, Казахстан
- Dunina Marusik et Fet, 2009 — Иран, Туркменистан
- Hersilia Audouin, 1826 — Африка, Аравийский полуостров, Южная и Юго-Восточная Азия, Китай, Австралия
- Hersiliola Thorell, 1870 — Средиземноморье, Центральная Азия, Нигерия.
- Iviraiva Rheims et Brescovit, 2004 — Южная Америка
- Murricia Simon, 1882 — Южная и Юго-Восточная Азия, Центральная Африка.
- Neotama Baehr et Baehr, 1993 — Северная и Южная Америка, Южная Африка, Южная и Юго-Восточная Азия
- Ovtsharenkoia Marusik et Fet, 2009 — Центральная Азия
- Prima Foord, 2008 — Мадагаскар
- Promurricia Baehr et Baehr, 1993 — Шри-Ланка
- Tama Simon, 1882 — Испания, Португалия, Алжир
- Tamopsis Baehr et Baehr, 1987 — Австралия, Борнео, Новая Гвинея
- Tyrotama Foord et Dippenaar-Schoeman, 2005 — Южная и Юго-Западная Африка
- Yabisi Rheims et Brescovit, 2004 — США, Карибские острова
- Ypypuera Rheims et Brescovit, 2004 — Южная Америка